# Александровка (Гусевицкий сельсовет)
Алекса́ндровка (бел. Аляксандраўка) — деревня в Гусевицком сельсовете Буда-Кошелёвского района Гомельской области Беларуси.

## География

### Расположение
В 25 км на юг от Буда-Кошелёво, 12 км от железнодорожной станции Уза (на линии Жлобин — Гомель), 28 км от Гомеля.

### Гидрография
Река Хочемля (приток реки Уза).

## Транспортная сеть
Транспортные связи по просёлочной, затем автомобильной дороге Уваровичи — Заречье.
Планировка состоит из прямолинейной, почти меридиональной улицы, к которой на юге присоединяется вторая прямолинейная улица. Застройка двусторонняя, деревянными домами усадебного типа.

## История
Основана в 1920 году, когда переселенцы с соседних деревень основали здесь посёлок. В 1926 году в Старо-Гусевицком сельсовете Уваровичского, с 17 апреля 1962 года Буда-Кошелёвского района Гомельского (до 26 июля 1930 года) округа, с 20 февраля 1938 года Гомельской области. В 1929 году организован колхоз. 37 жителей деревни погибли на фронтах Великой Отечественной войны. В 1959 году в составе колхоза имени В. И. Ленина (центр — деревня Старая Гусевица).

## Население

### Численность
- 2018 год — 5 жителей.

### Динамика
- 1926 год — 45 дворов, 277 жителей.
- 1959 год — 323 жителя (согласно переписи).
- 2004 год — 23 хозяйства, 40 жителей.